# Zakonowsk
Zakonowsk (biał. Заканоўшчына; ros. Законовщина) – wieś na Białorusi, w obwodzie witebskim, w rejonie postawskim, w sielsowiecie Kozłowszczyzna.
Nazwa dawniej używana – Żakonówek.

## Historia
W czasach zaborów w granicach Imperium Rosyjskiego.
W dwudziestoleciu międzywojennym zaścianek a następnie kolonia leżała w Polsce, w województwie wileńskim, w powiecie duniłowickim (od 1926 postawskim), w gminie Łuck (od 1927 gmina Kozłowszczyzna).
Według Powszechnego Spisu Ludności z 1921 roku zamieszkiwało tu 58 osób, 1 była wyznania rzymskokatolickiego, 55 prawosławnego a 2 mojżeszowego. Jednocześnie 2 mieszkańców zadeklarowało polską przynależność narodową a 56 białoruska. Było tu 5 budynków mieszkalnych. W 1931 w 9 domach zamieszkiwało 71 osób.
Miejscowość należała do parafii rzymskokatolickiej w Mosarzu i prawosławnej w Osinogródku. Podlegała pod Sąd Grodzki w Duniłowiczach i Okręgowy w Wilnie; właściwy urząd pocztowy mieścił się w Nowodrucku.
W 1938 roku miejscowość należała do gromady Osinogródek gminy Kozłowszczyzna.